# Міська економіка
Міська економіка (англ. urban economics) в широкому сенсі — це економічне вивчення міський територій. Інструменти економіки використовують для аналізу таких міських явищ як злочинність, освіта, громадський транспорт, житло та фінанси місцевого самоврядування. В ширшому розумінні — це газуль мікроекономіки, що вивчає просторову структуру міста і розміщення домогосподарств і фірм.
Економіка міста досліджує розподілення ресурсів у межах міста, орієнтована на рішення про розміщення фірм і на самі міста як центри економічної активності. Економіка міста зосереджена на вивченні просторових співвідношень між фізичними особами і підприємствами для розуміння економічних мотивів, що лежать в основі формування, функціонування і розвитку міст.